# ديكي سورينسن
ديكي سورينسن (مواليد 8 نوفمبر 1940) هو مبارز بالسيف سويدي، مثّل بلاده في الألعاب الأولمبية الصيفية 1968.

## روابط خارجية
ديكي سورينسن على موقع أوليمبيديا (الإنجليزية)
- ديكي سورينسن على موقع اللجنة الأولمبية السويدية (السويدية)